# تیم پیترز
تیم پیترز (به انگلیسی: Tim Peters) توسعه دهنده نرم‌افزار است که الگوریتم مرتب‌سازی ترکیبی تیم (timsort) را ایجاد کرده‌است. او یکی از مشارکت‌کنندگان اصلی در زبان برنامه‌نویسی پایتون و همین‌طور در پیاده‌سازی سی‌پایتون است.
الگوریتم مرتب‌سازی تیم، از نسخه ۲٫۳ در پایتون وجود دارد. همین‌طور، این الگوریتم در چندین محصول نرم‌افزاری بزرگ مورد استفاده قرار گرفته‌است. از جمله موتور جاوا اسکریپت V8 که از مرورگرهای وب گوگل کروم و کرومیوم و همچنین نود جی‌اس استفاده می‌کند. او همچنین در توسعهٔ ماژول‌های doctest و timeit در کتابخانه استاندارد پایتون مشارکت کرده‌است.
پیترز همچنین ذن پایتون را نوشت، که به عنوان بیانیه‌ای از فلسفه طراحی پایتون در نظر گرفته شده بود. وی از سال ۲۰۰۱ تا ۲۰۱۴ به عنوان عضو هیئت مدیره بنیاد نرم‌افزار پایتون فعال بود. پیترز یکی از افراد تأثیرگذار در mailing listهای پایتون به‌شمار می‌رود.